# Wołosówka (rejon tarnopolski)
Wołosówka (ukr. Волосівка) – wieś na Ukrainie w rejonie tarnopolskim należącym do obwodu tarnopolskiego.
Do 2020 w rejonie zborowskim.